# Плато (Колумбія)
Плато (ісп. Plato) — місто та муніципалітет на півночі Колумбії, на території департаменту Маґдалена.

## Історія
Поселення, з якого пізніше виросло місто було засноване в 1626 році.

## Географія

Муніципалітет Плато

Місто розташоване в південно-західній частині департаменту, на правому березі річки Магдалена, на відстані приблизно 94 кілометрів на північний захід від Санта-Марти, адміністративного центру департаменту Маґдалена. Абсолютна висота — 10 метрів над рівнем моря.
Муніципалітет Плато на півночі межує з територіями муніципалітетів Тенерифе і Чиболо, на північному сході — з муніципалітетом Сабанас-де-Сан-Анґель, на сході — з муніципалітетом Нуева-Ґранада, на півдні — з муніципалітетами Санта-Ана і Санта-Барбара-де-Пінто, на південно-заході і заході — з територією департаменту Болівар. Площа муніципалітету складає 2529 км² .

## Населення
За даними Національного адміністративного департаменту статистики Колумбії, сукупна чисельність населення міста та муніципалітету в 2015 році становила 57 848 осіб.
Динаміка чисельності населення муніципалітету за роками:
| 2005   | 2006   | 2007   | 2008   | 2009   | 2010   | 2011   | 2012   | 2013   | 2014   | 2015   |
| ------ | ------ | ------ | ------ | ------ | ------ | ------ | ------ | ------ | ------ | ------ |
| 49 195 | 49 972 | 50 762 | 51 567 | 52 409 | 53 271 | 54 143 | 55 037 | 55 956 | 56 894 | 57 848 |

Згідно з даними перепису 2005 року чоловіки становили 51,8 % від населення Плато, жінки — відповідно 48,2 %. У расовому відношенні білі і метиси становили 99,3 % від населення міста; негри, мулати і райсальці — 0,6 %; індіанці — 0,1 %.
Рівень грамотності серед всього населення становив 75,5 %.

## Економіка
Основу економіки Плато складає сільськогосподарське виробництво, у якому зайнято 94,4 % жителів муніципалітету.
58,5 % від загального числа міських і муніципальних підприємств складають підприємства торговельної сфери, 28,1 % — підприємства сфери обслуговування, 12,8 % — промислові підприємства, 0,6 % — підприємства інших галузей економіки.

## Транспорт
Через місто проходить національне шосе № 80 (ісп. Ruta Nacional 80). У північній частині міста розташований аеропорт (ICAO: SKPL, IATA: PLT).